# Hildebrando de Menezes
Hildebrando Gomes de Menezes (Floresta, 21 de setembro de 1888 – João Pessoa, 10 de junho de 1982) foi um farmacêutico, jornalista autodidata, político, conferencista e escritor do livro "Delmiro Gouveia Vida e Morte" (1966), que conta sobre a vida de Delmiro Gouveia. Hildebrando foi fundador dos jornais de Petrolândia A Semente (1921-1924) e Correio do Sertão (1934-1937). Também fora prefeito de Tacaratu (1933) e deputado estadual (1934) por Pernambuco. 

## Vida
Filho de Manoel Freire de Menezes e Maria Leolinda Marcionilia de Menezes, viveu até os 12 anos na fazenda Caiçara na vila de Floresta do Pajeú, onde nasceu em 21 de setembro de 1888. Aos seis anos frequentou a primeira escola, esta dirigida por um leigo, professor Florentino Ferraz. Concluiu o curso primário com o professor Trindade, conhecendo as quatro operações fundamentais da matemática e a conjugação de verbos.      

### Juventude dedicada aos estudos
Em 1900, para trabalhar no mercado de tecidos, seus pais migraram para Jardim (CE), atraídos pelas notícias do comércio prometedor naquela cidade. Teve o privilégio de estudar no Clube Literário Jardinense fundado em 1987 pelo Padre Miguel Coelho de Sá Barreto, que "não era apenas um religioso, cuja missão se resumia em conduzir seu 'rebanho' na fé cristã/católica. Era um intelectual do seu tempo, amante do conhecimento, da literatura e das artes. Razão pela qual teria fundado o Clube Literário Jardinense, um ano após sua chegada em Jardim. Tratava-se de uma instituição educativa onde as pessoas buscavam o conhecimento, ilustração, através de leituras e das aulas ministradas pelo padre/professor. Este clube "reuniu, o que não seria exagero qualificar de a fina flor da sociedade jardinense, sob o comando do Padre Miguel Coelho, um sacerdote culto, ativo e brilhante, que se movimentava com imaginação, espírito de iniciativa e empolgação".   
Passou toda a adolescência e início da vida adulta na cidade de Jardim em um ambiente mais do que favorável ao desenvolvimento intelectual. Somando-se a isto seu interesse inato no aprofundamento de seus estudos e desfrutando inteligentemente da proximidade do mestre e orientador Padre Miguel Coelho, tornou-se cativo frequentador de sua biblioteca pessoal. Assim sendo, teve acesso facilitado às obras de grandes escritores da época e também pode se dedicar ao aprendizado da língua latina, do francês (que veio a adquirir fluência e até a servir de intérprete na recepção de visitantes estrangeiros) e do italiano (do qual servia-se para se comunicar com seu amigo Manuel Raposo).   
Em 1907 deixou Jardim a convite de Dr. Sergio Magalhães (dirigido por intermédio de seu tio e padrinho coronel Aureliano Gomes de Menezes) na expectativa de concluir seus estudos no Recife. Mas somente ao chegar àquela capital é que descobriu que seria Limoeiro o destino prometido e seguiu para lá, fixando residência até 1910.                  

### Um prático farmacêutico
Em passagem por Limoeiro, assume uma vaga no serviço público e participa de movimentos literários da cidade, quando em 1910, muda-se para Caruaru e vai trabalhar na Pharmacia Franceza, a primeira da cidade (antes dela somente existiam boticas). Aberta em 1856 pelo farmacêutico francês Jean Barthlemy Pegot (1824–1895), ganha fama quando passa a ser administrada, após sua morte, por Sinval Florêncio de Carvalho Santos, seu segundo filho adotivo. O "Major Sinval", como veio a ser conhecido, era tido por poeta-improvisador contador de causos e se manteve à frente da farmácia por mais de 70 anos. Sem demora o jovem e curioso Hildebrando assume a manipulação do vultoso receituário e a venda de medicamentos avulsos, ocupando-se diuturnamente das 6h às 21h com apenas um descanso mensal reservado aos trabalhadores da classe.

Anúncio da Drogaria Menezes recortado de edição do jornal A Semente

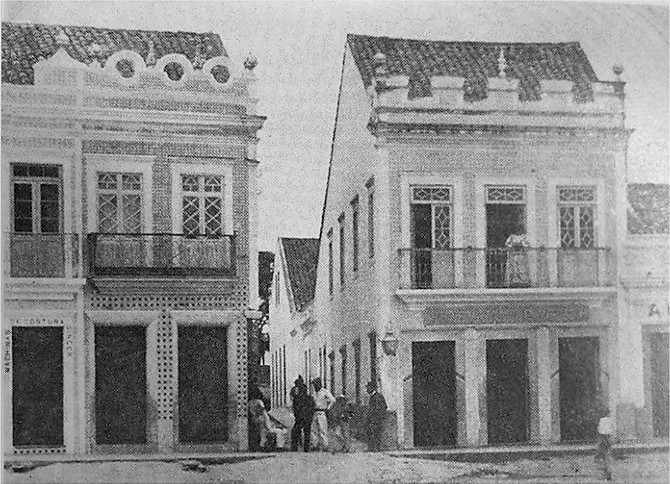
À direita, o segundo endereço da famosa Pharmacia Franceza fundada por Jean Pegot em 1856, que ficava na esquina do Beco do Estudantil, atual Travessa 15 de Novembro com a Rua do Comércio. Na primeira porta à esquerda se lê a chamada de uma loja para a venda de "Machinas de Costura Singer", a alicerçar o destino de Caruaru como futuro polo sulanqueiro.

Após a experiência farmacêutica acumulada em Caruaru, retorna em 1914 a Jatobá de Tacaratu e funda a Drogaria Menezes, onde criou fórmulas de medicamentos de muito sucesso como o xarope Mata Influxo (hoje Alium Sativum) e o popular colírio Água da Vista para tratar terçol (conhecido na época como dordolho ou viuvinha). A farmácia funcionou até 1939, quando o também prático farmacêutico Augusto Barros comprou seu acervo.

### União Caixeiral Caruaruense
Em 6 de janeiro de 1911 é fundada a União Caixeiral Caruaruense, organização de classe dos empregados do comércio (hoje Associação Comercial de Caruaru), da qual foi membro diretor e também colaborou com o semanário "A União" editado pela associação até o ano de 1914, quando retorna à Jatobá. 
Em fotografia publicada na revista carioca O Malho, à página 44 de seu número 468 de 2 de setembro de 1911 ANNO X, aparece sentado à direita do presidente Getulio do Amaral e é citado como Secretário (o Major Sinval da Pharmacia Franceza também está presente nesta foto  atrás dele em pé à esquerda). Em outra fotografia da mesma revista à página 39 de seu número 505 de 18 de maio de 1912 ANNO XI aparece em ação social da instituição recordando o trigésimo dia do falecimento do Barão do Rio Branco. 

### O pioneiro de Jatobá: A Semente
Lançou o primeiro número do jornal A SEMENTE em fevereiro de 1921 (quatro páginas e formato 23cm x 15cm) com razão social "Hildebrando Menezes & primo" (em referência ao seu primo e sócio Aureliano Menezes Lima) e impressão pela Tipografia União (também de sua propriedade e tendo como sócio Alfredízio Gomes de Menezes, primeiro prefeito de Delmiro Gouveia).  
Do acervo de Publicações Digitalizadas da Fundação Joaquim Nabuco em “História da Imprensa de Pernambuco” em seu Volume 13, na seção intitulada “A SEMENTE”, da parte que versa sobre o município de Petrolândia (à página 553), extraímos o poético fragmento constante da sua edição inaugural: “Hoje plantamos a nossa A Semente” – escreveu a redação – “…aquela de onde poderá brotar o progresso, raiar a luz de ideais alevantados, surgirem forças garantidoras de promissor futuro para essa inventurosa terra. Germinará? Crescerá? Borrifemo-la com o vigor de nossas energias de moço, aquentemo-la com os raios do nosso carinho e do nosso otimismo e a pobrezinha talvez adquira a força necessária para o desempenho de suas funções”. 
O texto referenciado da Fundaj, que cita ao seu final a Biblioteca Pública do Estado de Pernambuco como fonte de pesquisa, segue descrevendo a “existência acidentada d’A Semente” que acabou por produzir apenas quatro números mais um último (Ano V  nº. 5) datado de maio de 1934 e impresso apenas post mortem transcorridos 10 anos do encerramento oficial das atividades do semanário em 1924 "sem alterações, quer na parte intelectual, quer na parte gráfica. Saiu com quatro páginas, contendo dois artigos redacionais e noticiário social, acompanhado de um Suplemento Ilustrado ― cuja ilustração única constou de uma fotogravura de vaqueiro ― com outras quatro páginas impresso em papeu couchê, quase só dedicado à transcrição de excertos de Euclides da Cunha". 
Sobre as demais edições temos que o nº. 2 saiu somente três anos depois (março de 1924) com a razão social modificada para "Hildebrando & Primo". Com oito páginas foi confeccionado para sair no dia 2, dedicado ao Carnaval, todavia por motivos especiais só veio a ser liberada dia 9 tendo por apêndice um suplemento de seis páginas. À matéria carnavalesca, bem redigida, juntavam-se, nas 14 páginas, temas político-econômicos de substância. Os números 3 e 4 foram então lançados em junho e outubro do mesmo ano, respectivamente. Nestas duas edições últimas, ambas com 8 páginas e firma proprietária agora só referenciando Hildebrando. O nº. 3 constava de um editorial que qualificava de "lastimável a situação política do município, o que conduzi à impressão de não haver quem fosse capaz de gerir os seus destinos com 'acerto e probidade'". 
Por fim o pioneiro de Itaparica também criou um concurso literário feminino do qual particip  aram Maria Rosa de Olliveira, Dulce Delgado, Lilia Cavalcanti, Maria Luíza da Costa e "as também Menezes" Laura, Lindalva, Zefinha, Alzira e Feliciana. De tal fato se pode inferir a precursora e vanguardista valorização da causa da mulher por Hildebrando, meio que profetizando a luta vindoura nesse campo. 

### Correio do Sertão: um semanário sertanejo
Decorridos 10 anos do encerramento das atividades do jornal A SEMENTE e após vivenciar a experiência de dirigir o JORNAL DA PEDRA, lançou o número inaugural do CORREIO DO SERTÃO em 4 de outubro de 1934. Fazendo jus ao nome, pregou a defesa dos interesses sertanejos como propósito maior, conforme trecho extraído da matéria de capa de sua primeira edição: "E esse programma é excluzivamente defender os interesses sertanejos. Sem paixão, sem partidarismo, impessoal no commento dos factos, sincero na explanação das necessidades do nosso empobrecido hinterland, com uma secção de informações veridicas dos acontecimentos que se desenrolarem no Paiz, destinada ao nosso sertanejo que não tem tempo ou recurso para ler os grandes jornaes, o Correio do Sertão tem ancia de ser util desse modo a zona em que nasceu e vae viver".
Teve uma produção bem regular totalizando 94 edições em menos de 3 anos de existência, encerrando suas atividades em 28 de fevereiro de 1937 (o Instituto Geográfico e Histórico de Petrolândia disponibiliza um acervo de mais da metade das edições do jornal). Tomaram corpo nas folhas da publicação temas como agricultura, irrigação, crédito para o sertão, pecuária, alimentação, higiene, ruralismo e fomento à produção de mamona e algodão, dentre outras.
Antenado com as mudanças advindas da nova Legislação Eleitoral em vigor a partir de 1934, que entre outras mudanças, passava a permitir o voto feminino, o Correio do Sertão abriu espaço a publicações de autoria de moças de famílias ilustres, reconhecendo o protagonismo das mulheres no setor literário e cultural. Setor este, altamente prestigiado pelo jornal, com destaque para as festas do Padroeiro, os festejos natalinos e o carnaval, que também mereceram ampla cobertura.
Em formato de 33/22 cm e com 4 páginas de quatro colunas estreitas, manteve-se até seu fechamento com a promessa de sempre sair aos domingos, embora tenha saído também em datas incertas. Disponível no acervo de Publicações Digitalizadas da Fundação Joaquim Nabuco no Volume 13 da “História da Imprensa de Pernambuco” à página 555, em seção intitulada “CORREIO DO SERTÃO”, da parte que versa sobre o município de Petrolândia, temos que o novo jornal de Hildebrando “(…) apoiou, politicamente, o governo estadual, ocupado por Carlos de Lima Cavalcanti“  e que ele sempre esteve na função de diretor e que nunca se viu tabelas de assinaturas e nem se divulgaram nomes de outros redatores. Todavia do texto da FUNDAJ sabe-se também que o jornal “Inseria, também, colaboração de Alexandre Meneses, Lauro Góis, Vesano, o das ‘Maluquices’; Djalma Meneses, A. Mendonça, M. N. G., autor da seção ‘Perfilando’; Estevão Soares e, além de raros outros, Olho Grande que, cada ano, redigia, na época carnavalesca, a seção ‘No reinado da pândega’. Alguma literatura, propriamente, veio a ocorrer já no fim da existência da folha”.

### Registro antropológico sobre os praiás de Tacaratú
Seu artigo intitulado "Os praiás de Tacaratú" foi publicado em 1935 na Revista do Instituto Arqueológico Histórico e Geográfico Pernambucano vol. XXXIII (1933-1935) e disponibilizado pela Biblioteca Digital Curt Nimuendajú (Línguas e culturas indígenas sul-americanas). Descreve neste texto a geografia e outras características da região de Brejo dos Padres e também relata trechos de conversas com alguns Pankararu, em especial com o velho Serafim a quem se refere como "o pagé dos caboclos (...) o mais velho da tribo, o de traços mais puros, com uma prole enorme. Amparado em seu bastão, com o dorso sempre nú, o caboclo apezar da idade e da atitude vacilantes, ainda trabalha na roça". Trabalho este citado em nota à pagina 131 da tese de doutorado "O Regime Imagético Pankararu" como "o primeiro texto moderno, com cunho científico (antropológico e museológico)" sobre os Pankararu. 

### Atuação como Deputado Estadual (1934)
Em seu mandato como deputado por Pernambuco na Assembleia Estadual Constituinte de 1934, integrou as comissões (1) de Negócios e Contas Municipais, (2) de Viação, Obras Públicas, Agricultura, Comércio e Indústria e (3) de Fazenda, Orçamento e Contas do Estado, intercedendo em favor de investimentos para irrigação no sertão à margem do Rio São Francisco, navegação fluvial para o intercâmbio de mercadorias e retorno do projeto imperial de desobstrução do rio para a navegabilidade do corredor fluvial até o sul. Defendeu ainda, o bode, o algodão e a mamona como culturas ideais de produção para o desenvolvimento do sertão, assim como foi tratada a cana-de-açucar para a Zona da Mata. 
Apresentou emenda ao projeto de Constituição solicitando a divisão do Estado em três Distritos eleitorais, criando o Distrito eleitoral do Sertão, que abrangia a região sertaneja, tendo como limite de Águas Belas a Rio Branco, excluindo Garanhuns (a bancada sertaneja teria 6 vagas na Assembleia e só poderiam candidatar-se os residentes no sertão ou integrados à vida sertaneja). Apontou a necessidade de fundação de cooperativas de crédito no sertão e arborização das cidades.